# Evaporator
 Ovo je glavno značenje pojma Evaporator. Za druga značenja pogledajte Evaporator (razdvojba).
Evaporator ili isparivač je naprava koja služi da bi neku tvar pretvorila iz tekućeg u plinoviti oblik. U njoj se nekoj tekućini dodava toplinu i pretvara je u paru, čime se vrši postupak obrnut od postupka u kondenzatoru. U isparivaču se vrši proces izmjene topline, pri čemu jedan medij isparava, tj. mijenja svoje agregatno stanje. Najveći broj isparivača isparava vodu kao medij, a pored vodenih isparivača važno mjesto imaju isparivači rashladnih i klima uređaja.

## Objašnjenje pojma
Voda se može odvajati iz otopina osim isparavanjem i na druge načine, kao što su osmoza, tj. membranski proces, kristalizacijom, kemijskim putem,... Isparavanje se razlikuje od ostalih procesa jer je ostatak nakon isparavanja zgusnuta tekućina a ne krutina. Također, isparavanje je lako za razumjeti jer se upotrebljava posvuda i od pamtivjeka. U isparavanju, toplina je glavni alat kojim se proces odvija i nadgleda, a postupak isparavanja se može odvijati pri različitim tlakovima i temperaturama
Toplina je potrebna da se molekule vode (otapala) odvoje iz otopine i da krenu u okolni zrak. Pri konstruiranju isparivača, treba se voditi računa o stvarnim potrebama sustava, njegovoj izvedbi, stanju i mogućim onečišćenjima, a površina izmjene topline se općenito računa po sljedećoj formuli:

Q = K ◦ A ◦ (T1-T2)
gdje je
K = ukupni koeficijent prijelaza topline
A = površina izmjene topline
Q = količina predane topline

## Izvedbe isparivača
Isparivač može biti izveden na više načina, tako da mu je zadaća da zgušnjava neku otopinu i da se takva otopina dalje korisri ili da iz otopine odvoji otapalo koje se dalje upotrebljava. U prvom slučaju, otapalo se odvodi iz isparivača i odstranjuje se iz ciklusa, a u drugom slučaju se otapalo vodi na odvajač kapljica, a zatim ili u spremnik ili u kondenzator, gdje se ukapljuje i tako dalje upotrebljava. Kod nekih sustava se protok otopine kroz isparivač izvodi sisaljkama, a vakuum se postiže vakuum pumpama.

## Upotreba
Evaporatori danas imaju raznovrsnu primjenu. vrlo je raširen u industriji namirnica gdje služi za pripremanje namirnica, a također i za termičku obradu namirnica nakon pakiranja čime se povećava rok trajanja namirnica. U kemijskoj industriji, medicini, pa čak i u kanalizacijskim sustavima možemo naći razne vrste i tipove isparivača.